# Henri Bergson
Henri Louis Bergson (París, 18 d'octubre de 1859 - París, 4 de gener de 1941) fou un escriptor, filòsof i professor universitari francès, guardonat amb el Premi Nobel de Literatura l'any 1927.

## Biografia
Bergson va néixer al carrer Lamartine de París, no gaire lluny del Palais Garnier (l'antiga òpera) el 1859. El seu pare, el pianista Michał Bergson, era d'origen jueu polonès llunyà (originalment portava el nom de Bereksohn). La seva besàvia, Temerl Bergson, era una coneguda patrona i benefactora de la comunitat jueva polonesa, especialment l'associada al moviment hassídic. La seva mare, Katherine Levison, filla d'un metge de Yorkshire (Anglaterra), era de procedència jueva anglesa i irlandesa. El besavi d'Henri Bergson, Szmul Jakubowicz Sonnenberg, anomenat Zbytkower, fou un destacat banquer i protegit de Stanisław II August, rei de Polònia del 1764 al 1795.
La família d'Henri Bergson va viure a Londres uns anys després del seu naixement i es va familiaritzar amb la llengua anglesa, que usava amb la seva mare. Abans dels nou anys, els seus pares es van establir a França i Henri es va naturalitzar com a ciutadà francès.
Henri Bergson es va casar amb Louise Neuberger, una cosina de Marcel Proust, el 1891. El novel·lista va fer de padrí de Bergson en el casament. Henri i Louise Bergson van tenir una filla, Jeanne, nascuda sorda el 1896. La germana de Bergson, Mina Bergson (també coneguda com a Moina Mathers), es va casar amb l'autor ocultista anglès Samuel Liddell MacGregor Mathers, fundador de l'Orde Hermètic de l'Alba Daurada, i la parella també es va traslladar a París.
Va estudiar Lletres a l'École Normale Supérieure de París, on es va graduar i després va obtenir l'agrégation en Filosofia el 1881. Fou deixeble de Léon Ollé-Laprune i Émile Boutroux i va formar part de la mateixa promoció que Émile Durkheim o Jean Jaurès.
Posteriorment es va dedicar a l'ensenyament a diversos centres d'ensenyament secundari. Entre 1898 i 1900 fou professor a l'École Normale Supérieure. A partir del 1900 va ser catedràtic de Filosofia grega del Collège de France, ocupant la plaça de Charles Lévêque. Fou mestre docent fins al 1921, any en el qual es va retirar de l'ensenyament. L'any 1901 va ser nomenat membre de l'Académie des Sciences Morales et Politiques i des de 1914 ocupà el seient 7 de l'Académie française.

## Obra filosòfica
Bergson, hereu d'un pensament romàntic, propugna, sobretot, l'acció. Reflecteix, per tant, certa impaciència sobre la cautela i el desapassionat exercici de la raó dels científics i filòsofs. Ataca la principal qualitat d'ambdós, el seu afany de precisió. Per aquest motiu, el seu pensament s'inclou a l'anomenat corrent irracionalista.
En comptes de les formes rígides que imposen la raó a la imatge del món, Bergson es decanta per la realitat del flux vivaç de les experiències. Al contrari del filòsof anglès Francis Herbert Bradley, que volia trobar la veritat, Bergson directament ataca la lògica mateixa com una influència nefasta que cal vèncer, motiu pel qual se l'introdueix dins el moviment irracionalista. Rebutja, a més, la teoria de l'evolució, ja que la seva forta sustentació racionalista no permet que sorgeixi espontàniament res enterament nou. Aquest és un exemple de refús radical a tot el que freni un entusiasme vital. Aquesta doctrina s'exposa en la seva obra L'évolution créatrice (L'evolució creadora, 1907), en què aposta per una evolució «artística» en què els canvis evolutius de la natura es facin per impulsos creadors, a la manera d'un artista que vulgui fabricar característiques noves inexistents. Nega, així, la lenta i grisa evolució científica presentada per Charles Darwin.
De l'ésser humà, considera que ha arribat a una etapa en què l'intel·lecte ha sobrepassat l'instint. Això per a ell és una desgràcia, ja que en eliminar-ne l'instint, s'elimina també la seva llibertat vital. La forma més elevada d'instint és la «intuïció», que és una espècie d'activitat mental que li proporciona una veritat directament d'acord amb el món. Allà on l'intel·lecte deforma la realitat, la intuïció capta l'experiència tal com és.
L'any 1927, li fou concedit el Premi Nobel de Literatura «en reconeixement de les seves riques i vitalitzants idees i l'habilitat brillant amb la qual les ha presentades».

## Obra seleccionada
- 1889: Essai sur les données inmédiates de la conscience
- 1896: Matière et mémoire
- 1899: Le Rire
- 1907: L'évolution créatrice
- 1919: L'Énergie spirituelle
- 1932: Les deux sources de la morale et de la religion

## Rebuda
Des de les seves primeres publicacions, la filosofia de Bergson va atreure fortes crítiques de diferents àmbits, encara que també es va fer molt popular i va influir de manera duradora en la filosofia francesa. El matemàtic Édouard Le Roy es va convertir en el principal deixeble de Bergson. No obstant això, Suzanne Guerlac ha argumentat que la seva posició institucional al Collège de France, impartint conferències a un públic general, pot haver retardat la recepció sistemàtica del seu pensament: «Bergson va aconseguir un enorme èxit popular en aquest context, sovint a causa de l'atractiu emocional de les seves idees. Però no tenia l'equivalent d'estudiants graduats que podrien haver esdevingut intèrprets rigorosos del seu pensament —en principi obert i no sistemàtic: va ser fàcilment agafat en préstec a poc a poc i alterat per admiradors entusiastes».
Segons un article del 2024 al Daily Nous, el 1910, Bergson va ser el filòsof més citat a les revistes acadèmiques angleses. Va ser citat més que el filòsof Aristòtil, Kant i Hegel.
Alfred North Whitehead va reconèixer la influència de Bergson en la seva filosofia de procés en el seu 1929 Process and Reality. No obstant això, Bertrand Russell, col·laborador de Whitehead en Principia Mathematica, no va quedar tan entusiasmat per la filosofia de Bergson. Tot i que va reconèixer les habilitats literàries de Bergson, Russell va veure els arguments de Bergson en el millor dels casos com una especulació persuasiva o emotiva, però en absolut com un exemple valuós de raonament sòlid o visió filosòfica. L'epistemòleg Gaston Bachelard hi va al·ludir explícitament a les últimes pàgines del seu llibre de 1938 La formació de la ment científica. Altres influïts per Bergson són Vladimir Jankélévitch, que va escriure un llibre sobre ell el 1931, Pierre Teilhard de Chardin i Gilles Deleuze que va escriure Le bergsonisme el 1966. La filòsofa grega Helle Lambridis va desenvolupar un interès per Bergson al començament de la seva carrera, i després de dues publicacions el 1929, un llibre que va presentar l'obra de Bergson al públic grec i una traducció al grec del llibre de Bergson L'Énergie spirituelle (1919) - el segon part de la seva Introducció a la filosofia I i II (1965) va incloure el seu treball filosòfic sobre el concepte de temps, tot i que aquesta part (II) no es va publicar fins al 2004. Bergson també va influir en la fenomenologia de Maurice Merleau-Ponty i Emmanuel Levinas, encara que Merleau-Ponty tenia reserves sobre la filosofia de Bergson. L'autor grec Nikos Kazantzakis va estudiar amb Bergson a París i la seva escriptura i filosofia es van veure profundament influenciades com a resultat.
Molts escriptors de principis del segle XX van criticar l'intuïcionisme, l'indeterminisme, el psicologisme i la interpretació de l'impuls científic de Bergson. Els que van criticar explícitament Bergson, sigui en articles publicats o en cartes, van incloure Bertrand Russell George Santayana, GE Moore, Ludwig Wittgenstein, Martin Heidegger, Julien Benda, TS Eliot, Wyndham Lewis, Wallace Stevens (tot i que Stevens també el va elogiar a la seva obra L'Àngel necessari), Paul Valéry, André Gide, Jean Piaget, filòsofs marxistes Theodor W. Adorno, Lucio Colletti, Jean-Paul Sartre, i Georges Politzer així com Maurice Blanchot, filòsofs americans com ara Irving Babbitt, Arthur Lovejoy, Josiah Royce, The New Realists (Ralph B. Perry, EB Holt i William Pepperell Montague), The Critical Realists (Durant Drake, Roy W. Sellars, CA Strong i AK Rogers), Daniel-Henry Kahnweiler, Roger Fry (vegeu les seves cartes), Julian Huxley (a Evolution: The Modern Synthesis) i Virginia Woolf (per a aquesta última, vegeu Ann Banfield, The Phantom Table).
El Vaticà va acusar Bergson de panteisme, mentre que altres han caracteritzat la seva filosofia com un emergentisme materialista: Samuel Alexander i C. Lloyd Morgan van reivindicar explícitament Bergson com el seu avantpassat. Segons Henri Hude (1990, II, p. 142), que es recolza en el conjunt de les obres de Bergson així com en els seus cursos ara publicats, acusar-lo de panteisme és un contrasentit. Hude al·lega que una experiència mística, esbossada aproximadament al final de Les Deux sources de la morale et de la religion, és el principi íntim de tota la seva filosofia, encara que això ha estat contestat per altres comentaristes.
Charles Sanders Peirce va fer una forta excepció a aquells que l'associaven amb Bergson. En resposta a una carta que comparava el seu treball, Peirce va escriure: «Un home que busca fomentar la ciència difícilment pot cometre un pecat més gran que utilitzar els termes de la seva ciència sense preocupar-se d'utilitzar-los amb estricta precisió; no és gaire gratificant els meus sentiments per ser classificats juntament amb un Bergson que sembla estar fent tot el possible per confondre totes les distincions». Peirce també comenta Bergson pel que fa a una proposta de llibre sobre la seva semiòtica (que no va escriure mai) dient: «Estic segur que el llibre causaria una impressió seriosa molt més profunda i segura que la de Bergson, que trobo massa vaga». Gilles Deleuze, però, va veure molt en comú entre la filosofia de Bergson i la de Peirce, explorant les nombroses connexions entre altres a Cinema 1: The Movement Image i Cinema 2: The Time-Image. Tal com escriu l'estudiós de Deleuze David Deamer: Deleuze es proposa «alinear l'esquema sensoriomotor de Bergson [de Matèria i memòria ] amb la semiosi de Charles Sanders Peirce de Pragmatism and Pragmaticism (1903)». Els estudiants de William James van resistir l'assimilació. de la seva obra a la de Bergson Vegeu, per exemple, el llibre d’Horace Kallen sobre el tema James and Bergson Com va descriure Jean Wahl el desacord final entre James i Bergson en el seu Sistema de metafísica: «per a James, la consideració de l'acció és necessària per a la definició de la veritat, segons Bergson, l'acció... Hem d'ometre la nostra ment si volem veure la veritat». Gide fins i tot va arribar a dir que els futurs historiadors sobreestimaran la influència de Bergson en l'art i la filosofia només perquè era el portaveu autoproclamat de l'esperit de l'època.

Ja a la dècada de 1890, Santayana va atacar certs conceptes clau de la filosofia de Bergson, sobretot la seva visió del nou i l'indeterminat:
| « | la possibilitat que un fet nou i inexplicable aparegui en qualsevol moment, escriu en el seu llibre sobre Hermann Lotze, no afecta pràcticament el mètode d'investigació;... l'única cosa que es renuncia és l'esperança que aquestes hipòtesis puguin mai. ser adequats a la realitat i cobrir el procés de la natura sense deixar-hi res. Això no és una gran renúncia perquè ningú no l'espera. | » |

Segons Santayana i Russell, Bergson va projectar afirmacions falses sobre les aspiracions del mètode científic, afirmacions que Bergson havia de fer per justificar el seu compromís moral previ amb la llibertat. Russell fa una excepció particular a la comprensió de Bergson del nombre al capítol dos de Temps i lliure albir. Segons Russell, Bergson utilitza una metàfora espacial obsoleta (imatges esteses) per descriure la naturalesa de les matemàtiques així com la lògica en general. «Bergson només aconsegueix fer plausible la seva teoria dels nombres confonent una col·lecció particular amb el nombre dels seus termes, i això de nou amb el nombre en general», escriu Russell (vegeu The Philosophy of Bergson). i Una història de la filosofia occidental).
Suzanne Guerlac ha argumentat que el ressorgiment més recent de l'interès acadèmic per Bergson està relacionat amb la influència creixent del seu seguidor Deleuze dins de la filosofia continental: «Si hi ha un retorn a Bergson avui, llavors, és en gran part degut a Gilles Deleuze, el seu mateix treball. ha gravat els contorns del New Bergson. Això no és només perquè Deleuze va escriure sobre Bergson, sinó també perquè el pensament de Deleuze és profundament compromès amb el del seu predecessor, fins i tot quan Bergson no s'esmenta explícitament». Leonard Lawlor i Valentine Moulard coincideixen amb Guerlac que «la recent revitalització del bergsonisme... es deu gairebé totalment a Deleuze». Expliquen que el concepte de multiplicitat de Bergson «és al cor mateix del pensament de Deleuze, i la durada és el model de tots els 'esdevenirs' de Deleuze». L'altre aspecte que va atreure Deleuze, que de fet està connectat amb el primer, és la crítica de Bergson al concepte de negació en l'Evolució Creativa... Així Bergson es va convertir en un recurs en la crítica de la dialèctica hegeliana, la negativa. És aquest aspecte en què se centra Mark Sinclair a Bergson (2020). Escriu que, malgrat que el filòsof i la seva filosofia van ser molt populars durant els primers anys del segle xx, les seves idees havien estat criticades i després rebutjades primer per la fenomenologia, després per l'existencialisme i finalment pel postestructuralisme. Tal com explica Sinclair, a través de sèries de publicacions com Bergsonism (1966) i Difference and Repetition (1968), Deleuze va defensar Bergson com un pensador de la diferència que precedeix qualsevol sentit de negació. D'aquesta manera, «la interpretació de Deleuze va servir per mantenir viva la flama de la filosofia de Bergson i ha estat una motivació clau per a la renovada atenció acadèmica a aquesta».
Ilià Prigogin va reconèixer la influència de Bergson a la conferència de recepció del Premi Nobel: «Des de la meva adolescència, he llegit molts textos filosòfics, i encara recordo l'encanteri que L'Évolution créatrice em va fer. Més concretament, vaig sentir que hi havia algun missatge essencial. encara s'ha de fer explícit, en el comentari de Bergson: Com més profundament estudiem la naturalesa del temps, millor entenem que la durada significa invenció, creació de formes, elaboració contínua d'allò absolutament nou».
El filòsof japonès Yasushi Hirai de la Universitat de Fukuoka ha liderat un projecte col·laboratiu i interdisciplinari des del 2007, que reuneix filòsofs i científics orientals i occidentals per discutir i promoure el treball de Bergson. Això ha influït en el desenvolupament de xarxes neuronals artificials específiques que incorporen característiques inspirades en la filosofia de la memòria de Bergson.
A The Matter with Things, Iain McGilchrist cita àmpliament Bergson. «Bergson va arribar», segons el filòsof Peter Gunter, «a percepcions molt semblants a les de la física quàntica. Només Bergson hi va arribar primer».